# 横川町
横川町（よこがわちょう）は、鹿児島県の中央部にあった町で、姶良郡に属する。
2005年11月7日、国分市および姶良郡内5町と合併して霧島市となり、消滅した。

## 地理
鹿児島県（離島部除く）の中央部に位置する。町内は霧島山系に含まれ比較的標高が高く平地が少なく、町域の大半は山林である。
- 山：烏帽子岳
- 川：天降川

## 歴史
- 1889年4月1日 - 町村制施行により、桑原郡上ノ村・中ノ村・下ノ村が合併して横川村が発足。
- 1897年4月1日 - 郡の統合により姶良郡に所属[1]。
- 1940年4月1日 - 横川村が町制施行。横川町となる。
- 2005年11月7日 - 国分市・溝辺町・牧園町・霧島町・隼人町・福山町と合併し霧島市となり廃止。

## 行政
- 町長：福島英行

## 産業
かつては山ヶ野金山と呼ばれる金鉱山があったが、1943年に事実上閉山している。その後は農業が主産業であった。また国分市・隼人町などとともに高度技術産業集積地域の一角をなしており、ハイテク企業の進出もあった。
- 主な農産品：茶・クリ・シイタケ・肉牛など

## 地域

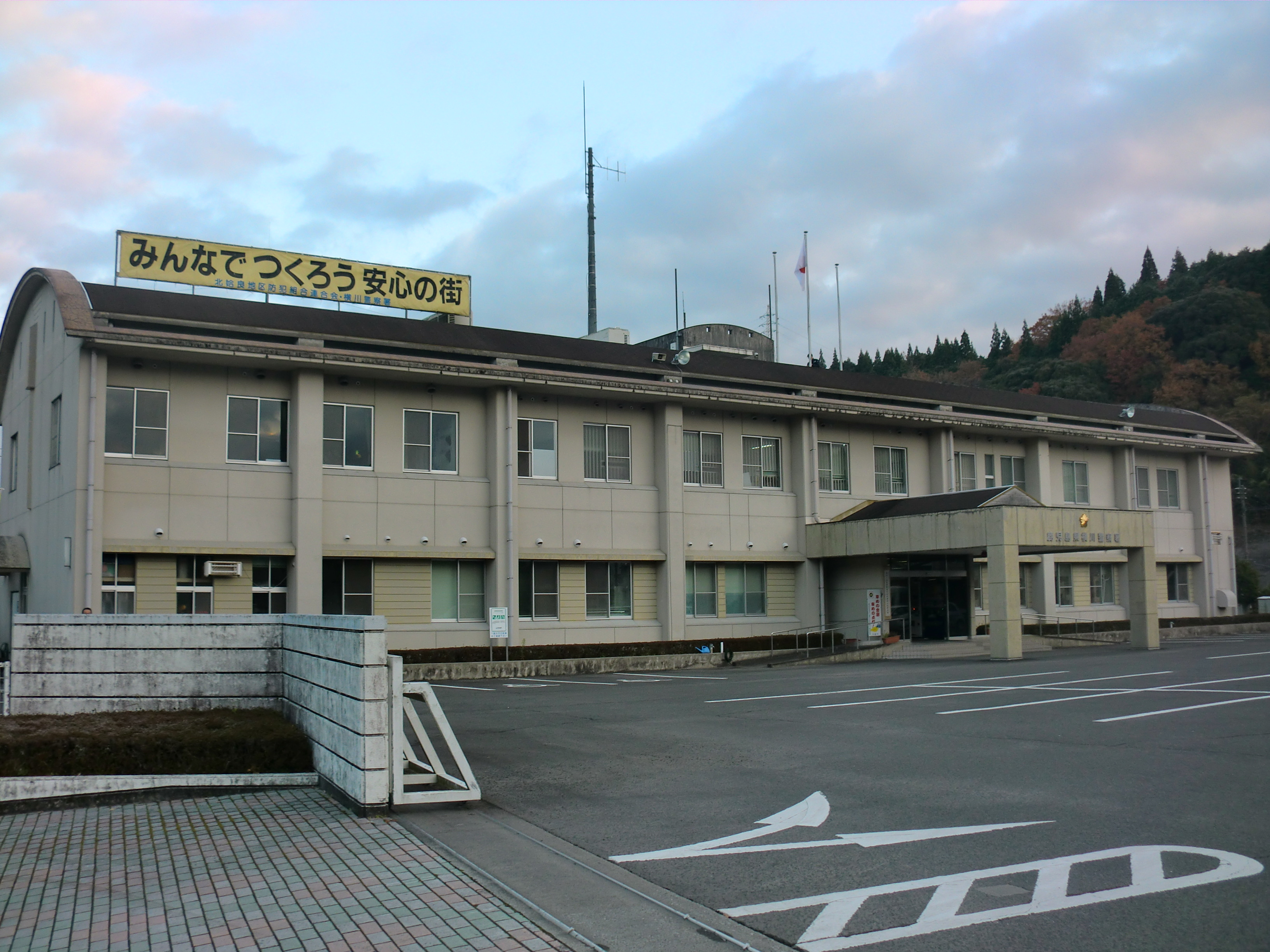
横川警察署

### 警察署
- 横川警察署

### 教育

#### 中学校

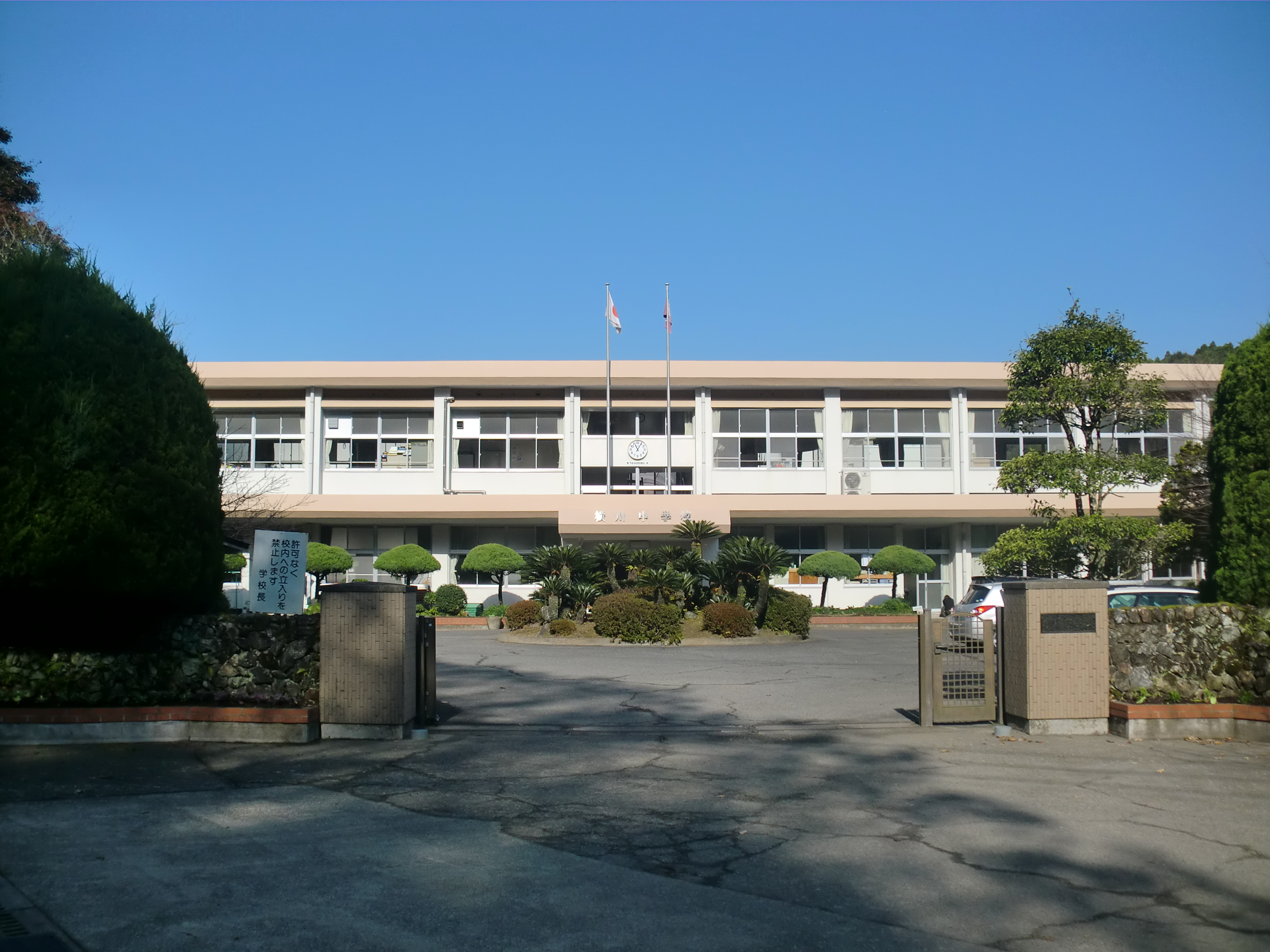
横川町立横川中学校

#### 小学校

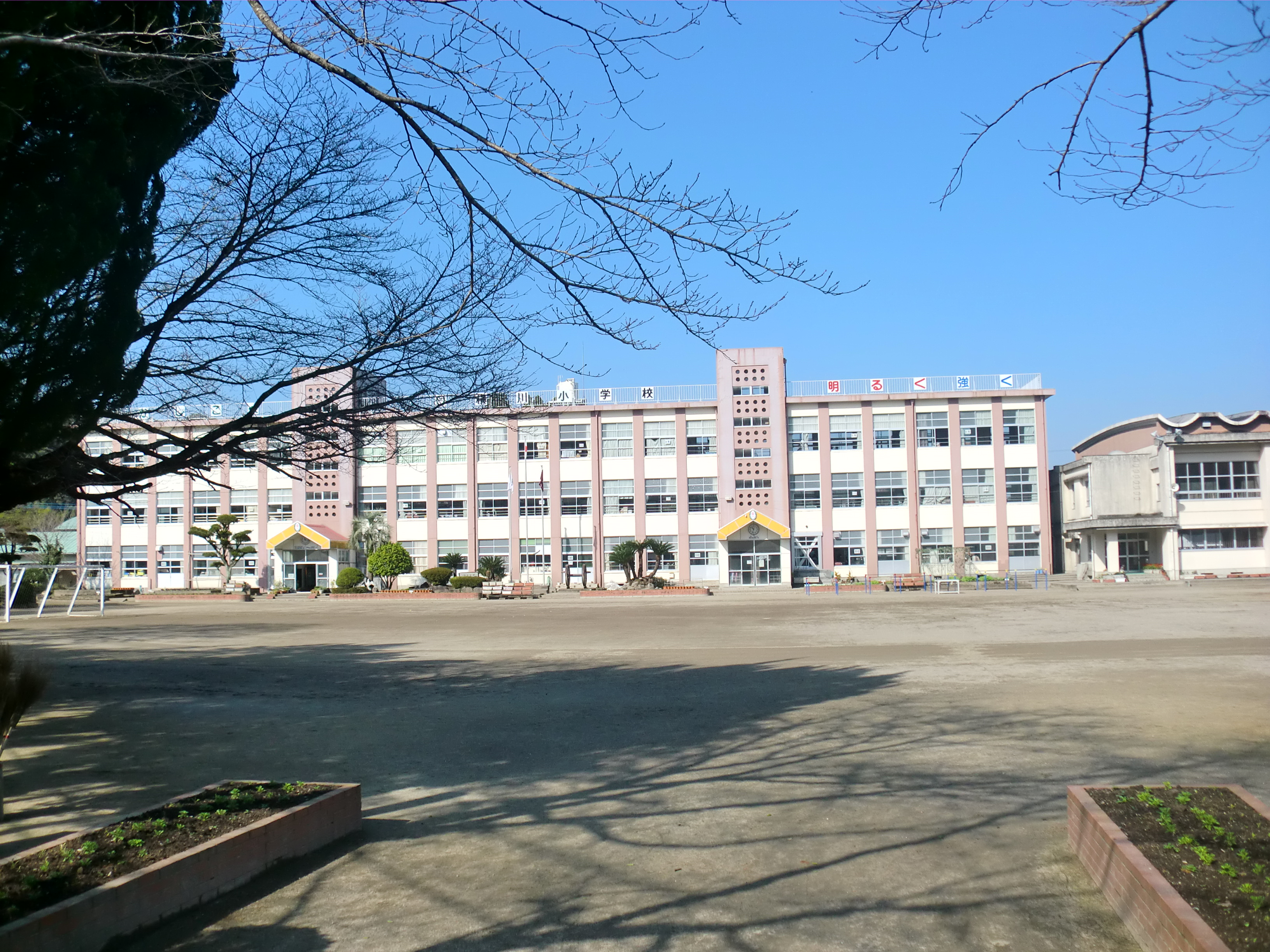
横川町立横川小学校
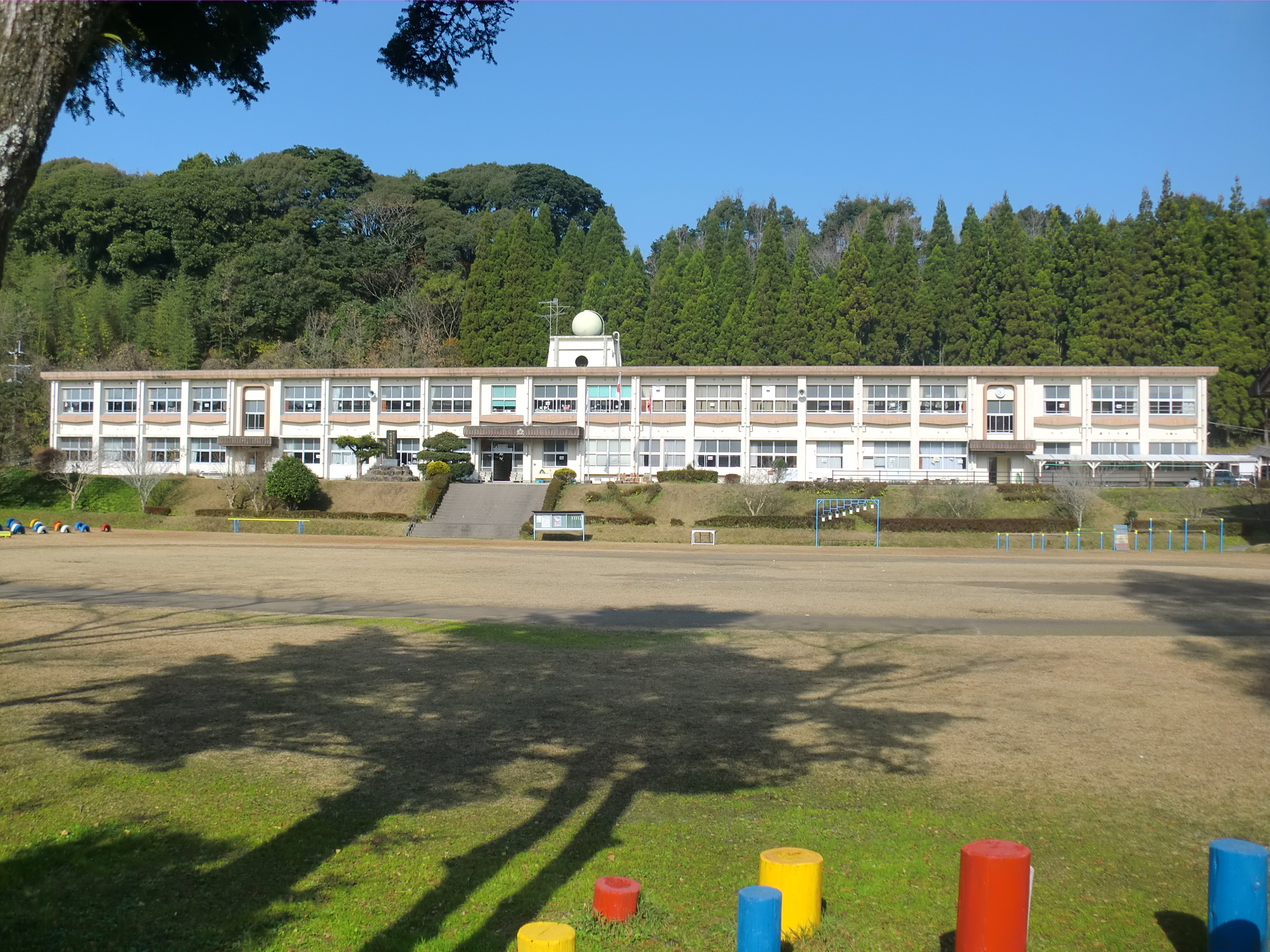
横川町立安良小学校
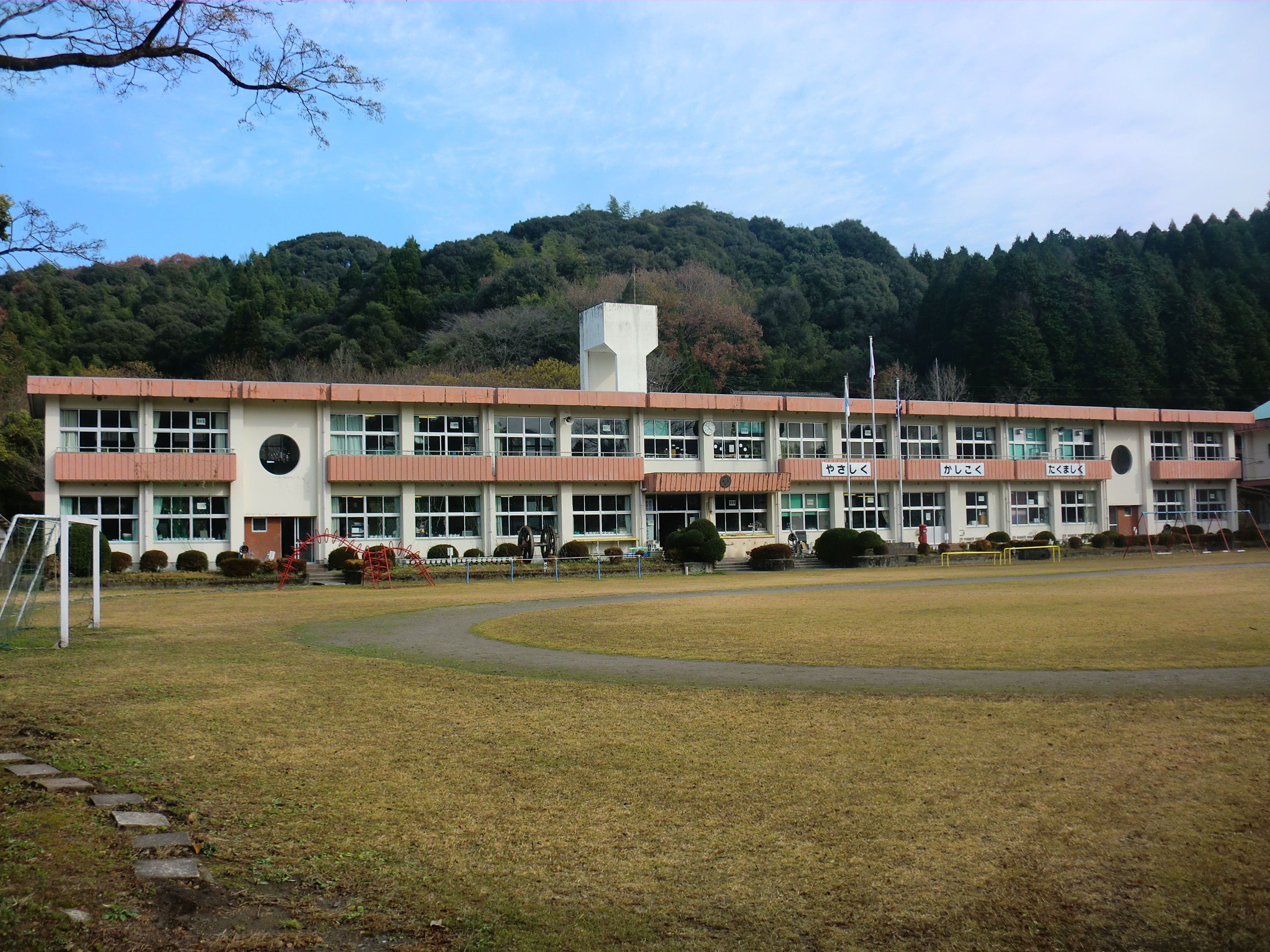
横川町立佐々木小学校

## 交通
最寄り空港は鹿児島空港。

### 鉄道
- 九州旅客鉄道（JR九州）
  - 肥薩線
    - 大隅横川駅 - 植村駅

中心駅は大隅横川駅。

### バス路線

#### 一般路線バス
- 南国交通
- 林田バス（現・いわさきバスネットワーク）

### 道路

#### 高速道路など
- 九州自動車道 : 横川IC
- 北薩横断道路 : 野坂IC

#### 一般国道
- 国道504号

## 名所・旧跡・観光スポット・祭事・催事
- 丸岡公園
- 物産館
- 大出水
- 横川城跡
- 山ケ野金山跡
- 横川町健康温泉センター
- 安良神社

## 横川町出身の有名人
- 両國宏（元大相撲力士、俳優）
- 川崎祐宣